# メチルメナキノン

メチルメナキノン-nの一般化した構造式。

メチルメナキノン(methylmenaquinone; MMK)は、メナキノンの8位をメチル化した化合物の総称。サーモプラズマキノン(thermoplasmaquinone；TPQ)とも呼ばれる。

## 種類
ユビキノンやメナキノンと同様に、プレニル側鎖を構成するイソプレン単位の数によってメチルメナキノン-6(MMK-6)、メチルメナキノン-7(MMK-7)と区別される。天然にはMMK-5からMMK-8の4種が知られている。またプレニル側鎖の二重結合が部分的にあるいは全て還元された分子を持つ生物も知られている。
| 化合物 | 分子式   | 分子量 | 代表的な生物種                                         |
| ------ | -------- | ------ | ------------------------------------------------------ |
| MMK-5  | C37H50O2 | 526.80 | Parasutterella secunda                                 |
| MMK-6  | C42H58O2 | 594.92 | Wolinella succinogenesなど                             |
| MMK-7  | C47H66O2 | 663.04 | Thermoplasma acidophilum, Alteromonas putrefaciensなど |
| MMK-8  | C52H74O2 | 731.16 | Natronobacterium gregoryi                              |

最初に見出されたのはThermoplasma acidophilumで、この際にサーモプラズマキノン(TPQ)と命名されている。
これまでメチルメナキノンが見出された生物はほとんど原核生物であるが、真核生物においても赤痢アメーバが細胞膜にMMK-7を持っており、細胞膜における電子伝達体として機能している。

## 化学的性質
UVスペクトルは、2-メチル-1,4-ナフトキノンに特徴的な4つの吸収極大(242,248,259,269 nm)を持っている他、メナキノンでは325 nm前後に見られる極大が338 nmにシフトしている。

酸化還元電位 (Eo') は-90 mVと考えられ、メナキノンよりもさらに低い。

## 生合成
メナキノンが合成された後、MenK遺伝子もしくはMqnK遺伝子がコードするメチル基転移酵素によって8位がメチル化される。

## 機能
詳細に調べられている例は少ないが、Wolinella succinogenesがポリスルフィド呼吸を行う際には、メナキノンではなくメチルメナキノンを利用している。

またThermoplasma acidophilumはMK-7、MTQ-7、MMK-7を持っているが、嫌気的条件ではこのうちMMK-7が優占することが知られている。